# Underprefektur
En underprefektur (franska: sous-préfecture) är i Frankrike och en del andra franskspråkiga länder huvudorten i ett arrondissement.
Ett departements huvudort benämns préfecture.